# Sten Gustafsson
Sten Gustafsson, född 13 juli 1923 i Maria Magdalena församling, Stockholm, död 5 november 2017 i Rönninge, Salems kommun var en svensk civilekonom och direktör.

## Biografi
1948 blev Gustafsson civilekonom vid Handelshögskolan i Stockholm och 1952 MBA vid New York University. Gustafsson var direktör 1955–1957 och vice VD 1957–1963 för AB Astra, VD för Incentive AB 1963–1978 och VD för Saab-Scania AB 1978–1983. Han var styrelseordförande i Astra 1983–1990. 
Han invaldes 1972 som ledamot av Ingenjörsvetenskapsakademien och blev 1985 ledamot av Vetenskapsakademien. Han var 1986–1988 preses i Ingenjörsvetenskapsakademien. Han blev ekonomie hedersdoktor 1984, teknologie hedersdoktor vid Kungliga Tekniska högskolan 1985 och medicine hedersdoktor i Stockholm 1989.

## Utmärkelser
- Ekonomie hedersdoktor vid Handelshögskolan i Stockholm (ekon. dr. h.c.) 1984